# Parque Nacional de Arly
O Parque Nacional de Arly (em francês:  Parc national de Arly) ou Reserva Integral de Fauna de Arly é uma área protegida no sudeste do Burquina Fasso. Confina a sul com o Parque Nacional de Pendjari no vizinho Benim e a oeste com a Reserva Singou.
Integra o Complexo W-Arly-Pendjari, classificado pela UNESCO como Património da Humanidade.
O parque nacional ocupa uma área de 760 km2com uma ampla variedade de habitats, que vão da floresta de galeria de Arli, e do rio Pendjari a savana e montanhas de arenito da cordilheira de Gobnangou. É residência de cerca de 200 elefantes, 200 hipopótamos e 100 leões e é considerada a maior reserva de fauna do país.

## Características

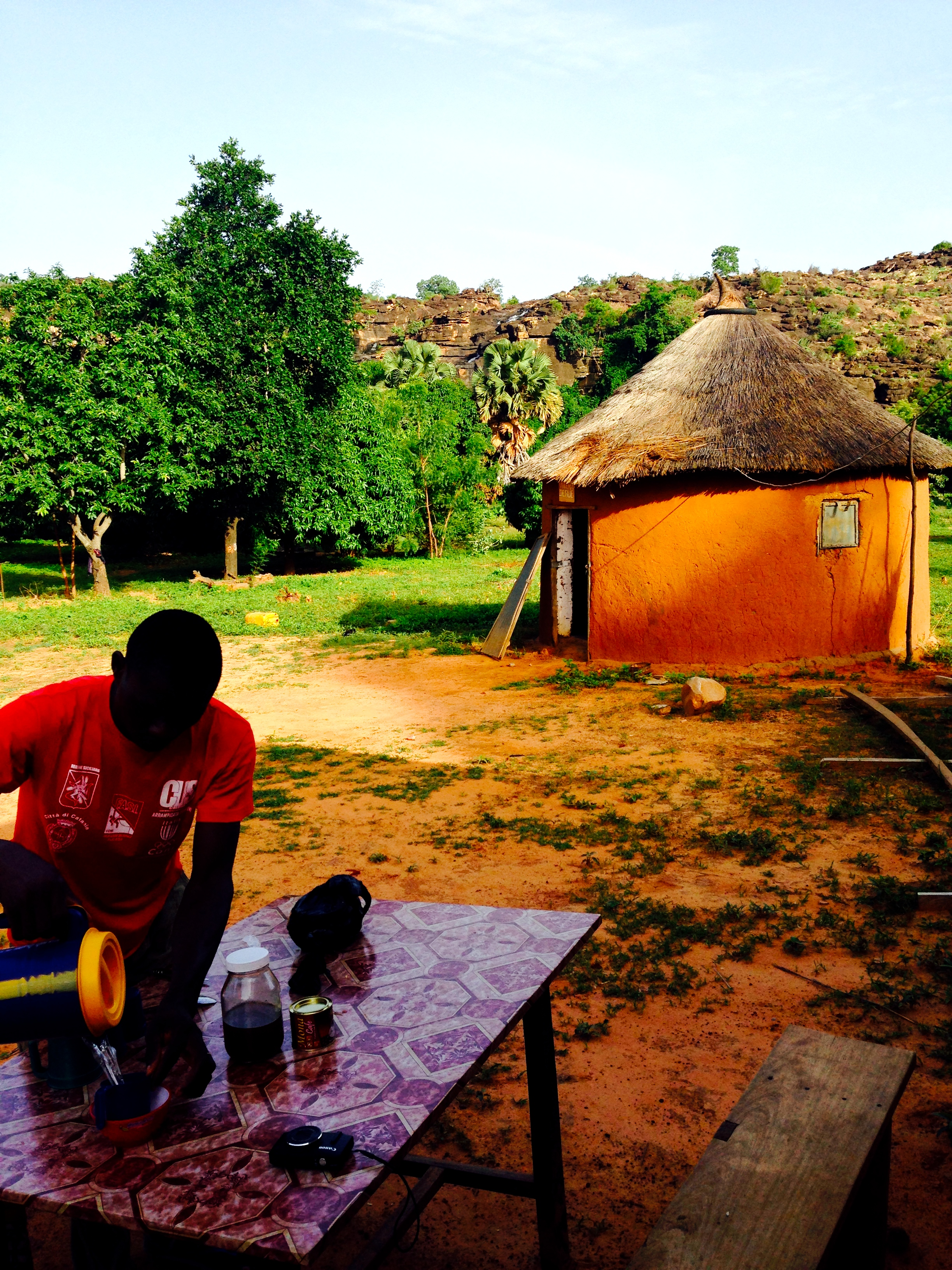
Pausa para café no sopé da falésia de Gobnangou

A área da reserva integral de fauna de Arly é de 76 000 hectares. A reserva foi criada por decreto n° 8885 SEF de 23-12-1954; pertence à unidade de proteção e conservação Arly (« UPC Arly »).
A reserva está listada como sítio Ramsar desde 2009 pela importância das zonas húmidas.